# قوچه تپه (سیدآباد)
قوچه تپه (سیدآباد) مربوط به دوران‌های تاریخی پس از اسلام است و در شهرستان زرندیه، بخش مرکزی، روستای سیدآباد واقع شده و این اثر در تاریخ ۲۵ اسفند ۱۳۸۰ با شمارهٔ ثبت ۵۶۲۰ به‌عنوان یکی از آثار ملی ایران به ثبت رسیده است.